# 中野藤左衛門秀盛
中野藤左衛門秀盛（以下、赤堀中野秀盛という）は伊勢国赤堀氏の三家一族（赤堀氏、羽津氏、浜田氏）の羽津赤堀家の出であり、織田家に仕えた武将の中野藤太郎秀基がその人物である。

秀盛は藤太郎秀基と称した時期もあり、伊勢国中野城主（現在の三重県四日市市中野町）として歴史に刻まれている。
中野家は元々、上野国赤堀郷（現在の群馬県伊勢崎市、旧赤堀町）が発祥の地である赤堀氏の一族であり、藤原鎌足や藤原秀郷を先祖に持つ。
赤堀城の城主である赤堀長男家の家系が足利尊氏室町幕府征夷大将軍から伊勢国野辺地（現在の四日市市を中心とする北伊勢地方）の知行を宛がわれた際に移り住み、伊勢国赤堀三氏又は、阿波国赤堀氏が誕生した。
赤堀次男家は、上野国赤堀城主として留まり、江戸時代は大庄屋（大地主）として子孫まで繁栄したとされる。

## 家系の歴史
- 1,秀盛は織田家に仕えて豊臣家が滅んだ際、蜂須賀家から300石（領地は那珂郡坂野、名西群下浦）を与えられ、子孫は徳島藩士として生き延びた。
- 2.秀基の活躍としては、天正10年（1582年）3月、織田家の滝川一益が甲斐国に軍事侵略した際、武田勝頼との戦いである天目山の戦い（田野合戦）で、一益幕下の秀基が武田氏の武将の首を二つ討ち、功名を挙げている。功名の恩賞としては、甲斐国佐久郡の会田郷に200貫（当時価値では2000石位）の知行を宛がわれ、宛行書状も東京大学史料編纂所に中野文庫として残されている。
- 3,『蜂須賀公のお供にて大坂の陣でも活躍』の古文書の記述がある。
- 4,晩年は剃髪後に高野山光明院に移り住み、元和年間に死没した。法名は「即空覚心大居士」である。
- 5,妻は森甚五兵衛（家老、元阿波海軍長）の養女にて、子供は中野三郎兵衛秀則、中野（赤堀）新左衛門秀重らである。
- 6,秀則死後、秀重が中野本家を受け継ぐ。
- 7,秀重は室町時代末期に改名した中野を蜂須賀公の許しを頂き、本来の赤堀と改名して現在に至る。藤原氏→足利氏→赤堀家→中野家→赤堀家の変遷がある。